# 금산중앙초등학교
금산중앙초등학교는 대한민국 충청남도 금산군 금산읍 상옥리에 있는 공립 초등학교이다.

## 학교 연혁
| 1907년 | 3월 16일 | 사립 금신학교 개교                           |
| 1911년 | 9월 10일 | 금산공립보통학교로 개칭                      |
| 1920년 | 4월 1일  | 6년제 개편                                   |
| 1932년 | 9월 6일  | 7개 교실 신축                                |
| 1935년 | 11월 2일 | 강당(70평) 신축                              |
| 1938년 | 4월 1일  | 금산제일공립심상소학교로 개칭 (11학급 922명) |
| 1941년 | 4월 1일  | 금산중앙공립국민학교로 개칭 (16학급 1,113명) |
| 1945년 | 11월 4일 | 금산국민학교로 3학급 분리(27학급 1,903명)    |
| 1964년 | 3월 4일  | 금산동국민학교로 5학급 분리 (48학급 3,046명) |
| 1981년 | 11월 7일 | 강당 개축 준공(207평)                        |
| 1982년 | 3월 6일  | 병설유치원 개설                              |
| 1992년 | 3월 1일  | 석동분교장 본교로 편입                       |
| 1996년 | 3월 1일  | 금산중앙초등학교로 개칭                      |
| 1999년 | 9월 1일  | 석동분교장과 통폐합                          |
| 2001년 | 12월 4일 | 선택과정운영관, 병설유치원 교실 준공         |
| 2007년 | 3월 1일  | 개교 100주년 기념식                          |
| 2008년 | 8월 23일 | 교사 증개축(18개 교실)                       |
| 2010년 | 3월 1일  | 그린스쿨 조성사업 (18억 5천만원)             |
| 2017년 | 2월 15일 | 제104회 졸업(총 졸업생 수 19350명)           |
| 2017년 | 3월 1일  | 19학급 편성(특수학급 2학급 포함)             |

## 참고 자료
- 금산중앙초등학교 - 한국교육학술정보원 학교알리미